# Hyalinobatrachium orientale
Espèce
Synonymes
- Centrolenella orientalis Rivero, 1968
- Centrolenella orientalis tobagoensis Hardy, 1984

Statut de conservation UICN

 VU B1ab(iii) : Vulnérable
Hyalinobatrachium orientale est une espèce d'amphibiens de la famille des Centrolenidae.

## Répartition
Cette espèce se rencontre de 200 à 1 200 m d'altitude :
- au Venezuela dans la Sierra de Lema dans les États de Sucre et de Monagas ;
- à Trinité-et-Tobago à Tobago.

## Publication originale
- Rivero, 1968 : Los centrolenidos de Venezuela (Amphibia, Salientia). Memoria de la Sociedad de Ciencias Naturales La Salle, vol. 28, p. 301-334.